# Durchhaltekosten
Durchhaltekosten (englisch carrying costs) sind nach J. M. Keynes die Kosten für die Werterhaltung eines Vermögensgutes über die Zeit seiner Nutzungsdauer. Dazu gehören Lagerung, Pflege, Unterhalt, Reparatur, Versicherungsprämien wie auch die Wertminderung durch Veralten, Verderben, Verschleiß, Verfall und Unbrauchbarwerden. 
Bei Bargeld oder unverzinsten Girokonten ist auch der Inflationsverlust sinngemäß als "Durchhaltekosten" aufzufassen.